# Régis Manon
Régis Manon (ur. 22 października 1965 w Libreville, zm. 1 stycznia 2018 tamże) – gaboński piłkarz występujący na pozycji napastnika.

## Kariera klubowa
Manon karierę rozpoczynał w 1981 roku w zespole FC 105 Libreville. Dwa razy zdobył z nim mistrzostwo Gabonu (1982, 1983). W 1983 roku przeszedł do rezerw francuskiego klubu Tours FC, grających w Championnat National. Spędził w nich sezon 1983/1984, a następnie został włączony do pierwszej drużyny Tours, występującej w Division 1. W lidze tej zadebiutował 14 grudnia 1984 w wygranym 2:1 meczu z AS Monaco. 26 marca 1985 w przegranym 2:3 pojedynku z Olympique Marsylia strzelił pierwszego gola w Division 1. W sezonie 1984/1985 wraz z zespołem zajął 19. miejsce w Division 1 i spadł z nim do Division 2. Z kolei w sezonie 1987/1988 spadł do Championnat National. W następnym awansował jednak z powrotem do Division 2.
W 1990 roku Manon odszedł do zespołu Championnat National – US Joué-lès-Tours. W sezonie 1990/1991 spadł z nim do Championnat de France amateur. W 1993 roku wrócił do FC 105 Libreville, gdzie grał do końca kariery w 1996 roku.

## Kariera reprezentacyjna
W reprezentacji Gabonu Manon zadebiutował w 1986 roku. W 1994 roku znalazł się w drużynie na Puchar Narodów Afryki. Zagrał na nim w spotkaniu z Nigerią (0:3), a Gabon odpadł z turnieju po fazie grupowej.
W 1996 roku Manon ponownie został powołany do kadry na Puchar Narodów Afryki. Wystąpił na nim w meczu z Zairem (2:0), a Gabon zakończył turniej na ćwierćfinale.